# Конгазское водохранилище
Конгазское водохранилище (рум. Lacul de acumulare Congaz), расположено на реке Ялпуг в границах Комратского района АТО Гагаузия, Молдавия. Название дано по селу Конгаз, расположенному в 400 м южнее водоёма, вниз по течению реки. Вдоль правого берега водохранилища, на расстоянии от 50 до 400 м проходит трасса E584. Введено в эксплуатацию в 1961 году, проектировщик — институт «Молдсельхозпроект». Высота над уровнем моря — 38,6 м.

## Краткая характеристика
Конгазское водохранилище — самое южное в Молдавии. Площадь его водосборного бассейна — 667 км². Берега изрезаны слабо, склоны пологие. Берега распаханы, заняты полями и огородами, малая их часть с неблагоприятным для земледелия рельефом используется под выпас скота. Водохранилище имеет благоприятные для разведения рыбы условия. Флора окрестностей водохранилища представлена луговыми злаками.
Ложе водохранилища расположено на четвертичных суглинках, выстлано луговыми, частично солонцеватыми чернозёмами, до заполнения водохранилища было сухим.

## Гидрологический режим и параметры
Водохранилище руслового типа, с наполнением из реки Ялпуг. Регулирование стока — сезонное. Грунтовые воды в районе водохранилища залегают на глубине 6-10 м, и выходы подземных источников в долину реки встречаются достаточно редко и они не могут оказать какого-либо существенного влияния на водный режим водохранилища.
Основное назначение при проектировании:
- формирование запасов воды для орошения;
- водоснабжение;
- рыбоводство;
- рекреация.

Исходные параметры:
- объём воды: полный статический — 9,9 млн м³, полезный — 5,68 млн м³[1];
- площадь водного зеркала при нормальном подпорном уровне — 4,9 км²[1].

- по состоянию на 1981 год:
- длина — 5,0 км[1];
- ширина: средняя — 620 м, максимальная — 970 м[1];
- глубина: средняя — 1,65 м, максимальная — 3,37 м[1];
- площадь водного зеркала при нормальном подпорном уровне — 3,08 км², при минимальном рабочем уровне — 0,94 км²[1];
- объём воды: полный статический — 5,07 млн м³, полезный — 4,47 млн м³[1];
- отметка нормального подпорного уровня — 36,67 м, минимально рабочего уровня — 34,6 м[1].

- по состоянию на 2000 год:
- глубина: средняя — 1,32 м[1];
- площадь водного зеркала при нормальном подпорном уровне — 2,5 км²[1];
- объём воды: полный статический — 3,3 млн м³[1].

Гидротехнические сооружения:
- земляная плотина без проёма, длина — 756 м, ширина по гребню — 6 м, максимальная высота — 10,3 м;
- водослив с затворами и регулятором, расположенный на левом берегу;
- канал отвода воды — 250 м;
- дренажный канал — 410 м;
- насосная станция для орошения[1].

## Современное состояние
Водное питание водохранилища осуществляется с севера, рекой Ялпуг. В настоящее время на верхних склонах плотины наблюдается эрозия, тело плотины требует укрепления. Гидротехническое оборудование и установки не работают, водослив нуждается в капитальном ремонте. Водоём сдаётся в аренду и используется для разведения промысловых видов рыб: толстолобика, карпа и белого амура.

## Экология
В настоящее время наибольшее антропогенное воздействие на водохранилище оказывает река Ялпуг, в воды которой в верхнем течении сбрасываются неочищенные стоки промышленных и хозяйственных объектов, находящихся вдоль реки.
| Гидрохимические показатели качества | 2020  | 2021  | 2021  | 2021  |
| Гидрохимические показатели качества | 21.10 | 20.04 | 21.07 | 21.10 |
| БПК5                                | V     |       | III   | V     |
| ХПК                                 |       | III   | IV    | V     |
| Na++K+                              | V     |       |       |       |
| Аммонийный азот                     | IV    |       |       |       |
| Нитритный азот                      |       | III   |       | III   |
| Общий фосфор                        | IV    | IV    | IV    |       |
| Минеральный фосфор                  | IV    | IV    |       |       |
| Минерализация                       | V     | V     | IV    | IV    |
| Железо                              |       |       |       | IV    |

В 2020 году с целью определения гидрохимических показателей качества воды в Конгазском водохранилище были проведены лабораторные исследования, по результатам которых установлены классы качества поверхностных вод. Качество воды в водохранилище отнесено к V классу качества (очень загрязнённая).
При этом, было зафиксировано значительное превышение установленных норм: в 15 раз для Na++K+; в 3,86 раз — для аммонийного азота; в 3,4 раза — для общей минерализации; в 2,74 раза — для БПК; в 2,29 раз — для общего фосфора и в 2 раза — для минерального фосфора;
Отсутствие в водохранилище течения, а так же эвтрофикация способствует периодическим заморам рыбы в результате кислородного голодания, вызванного недостатком или полным отсутствием растворённого в воде кислорода. В июне 2020 года в водоёме погибло около 80 тонн рыбы.